# Лотефосс
Лотефосс (норв. Låtefossen) — водопад, расположенный в коммуне Одда, на западе Норвегии.

## Общие сведения
Общая высота составляет 165 метров. Считается одной из самых посещаемых достопримечательностей в Норвегии. Водопад имеет два переполненных потока в конце течения, чем и привлекает внимание туристов.
Лотефосс является самым любимым местом отдыха британских и немецких туристов, которые посетили коммуну Одда.
В 1973 году водопад входил в число 93 водных объектов, которые были под постоянной охраной. Шоссе 13 пересекает нижнюю часть водопада.

## Галерея

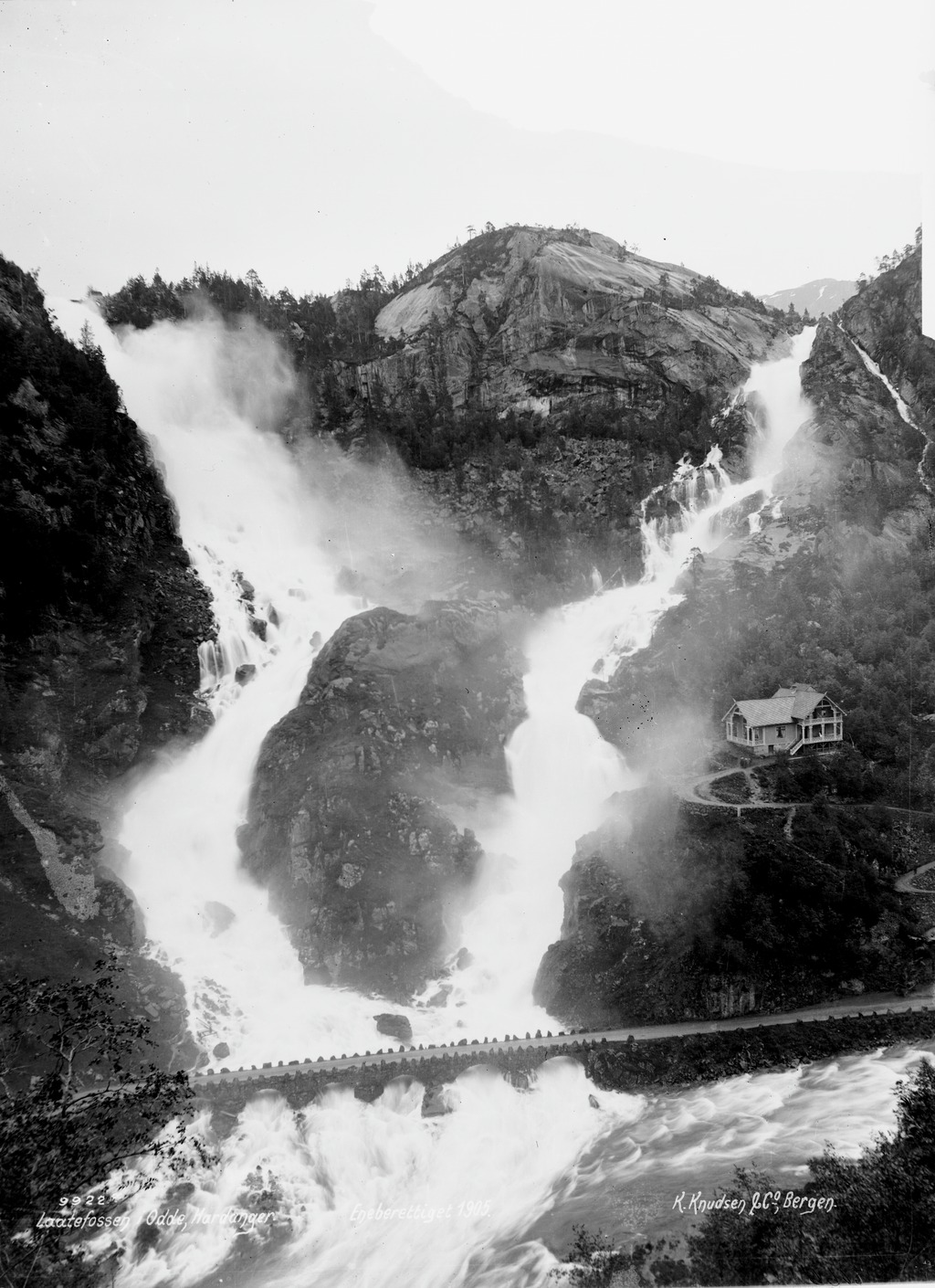
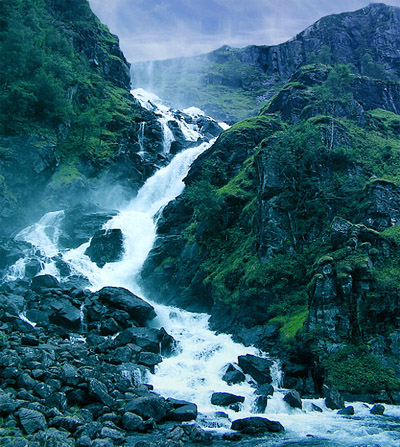
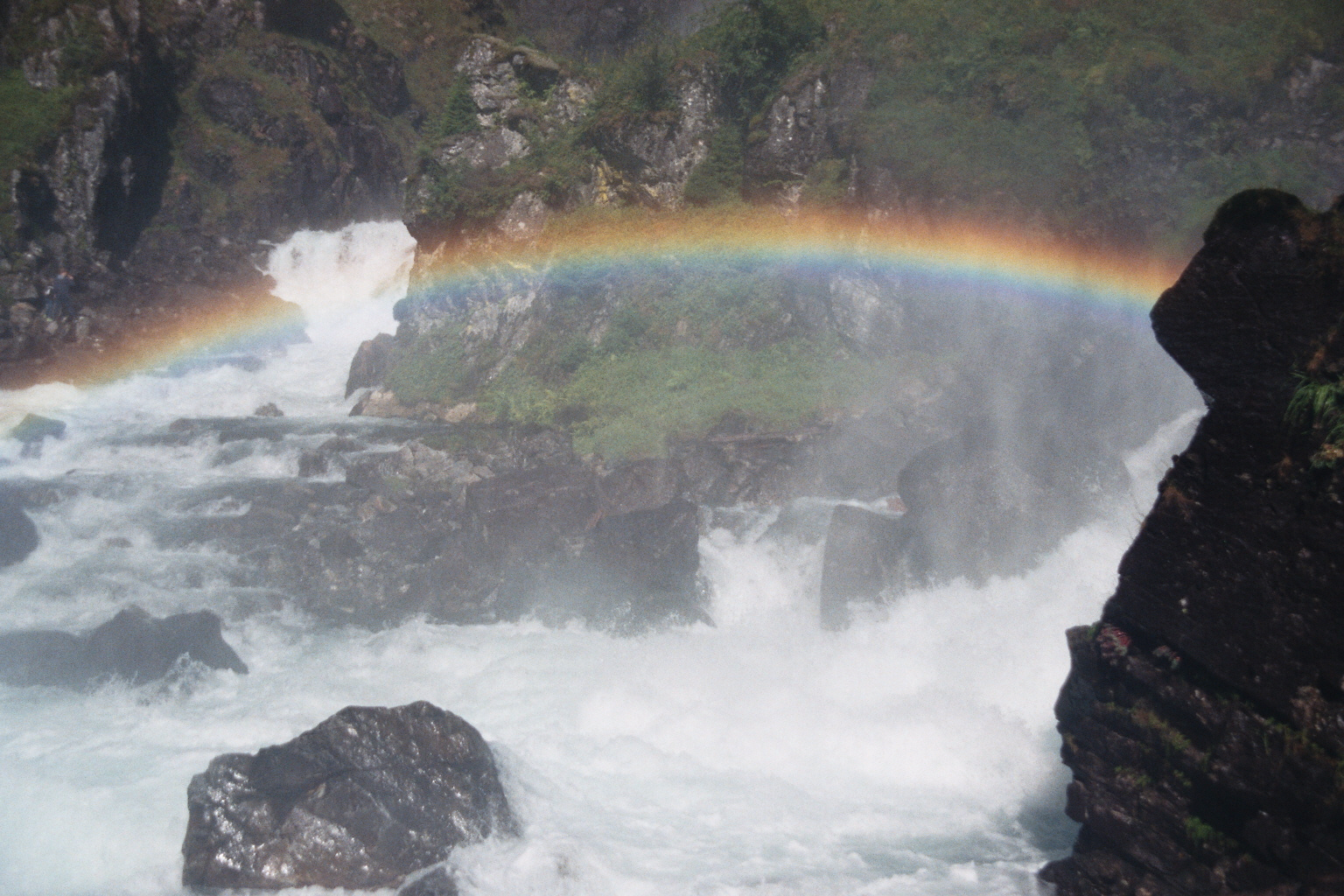
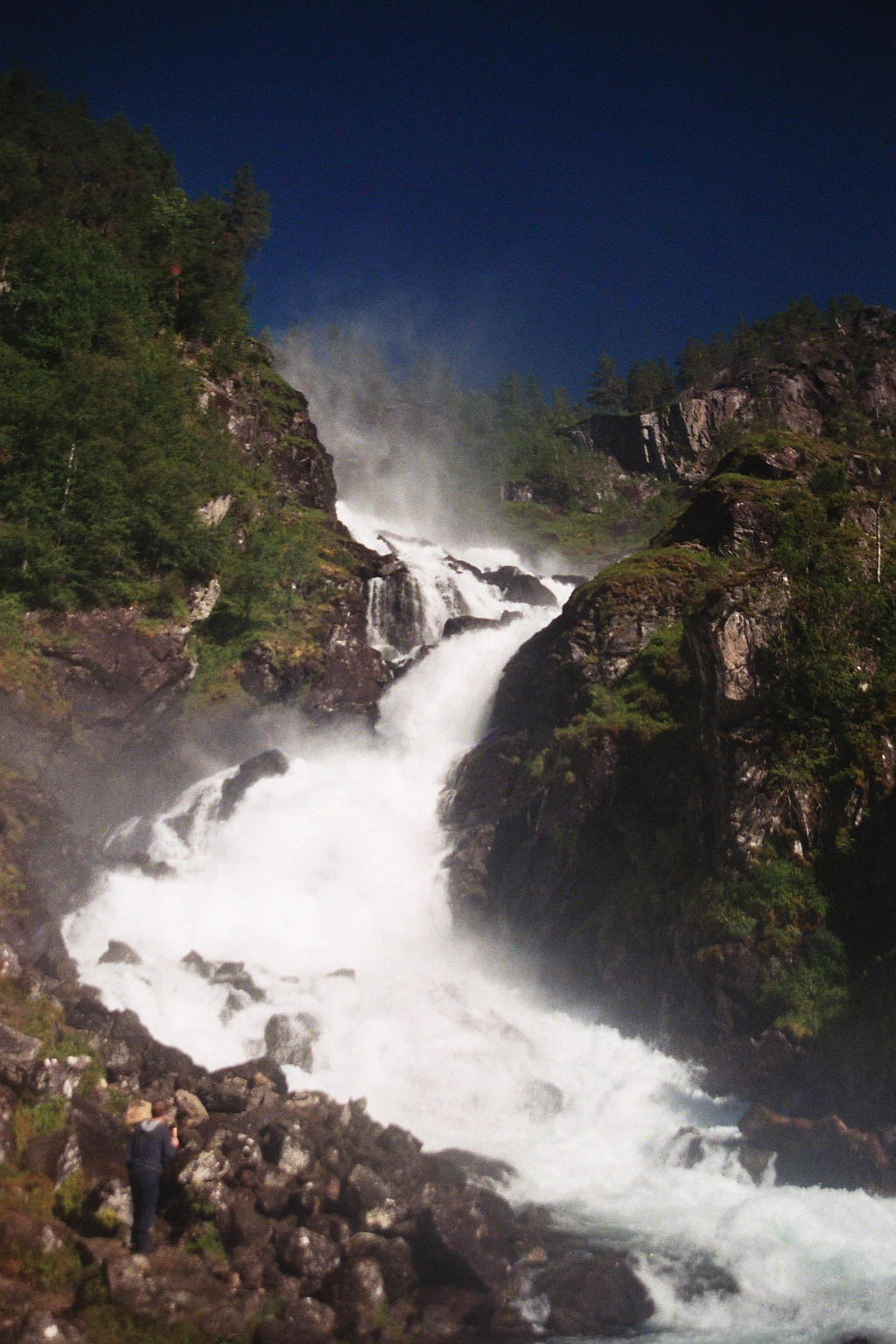
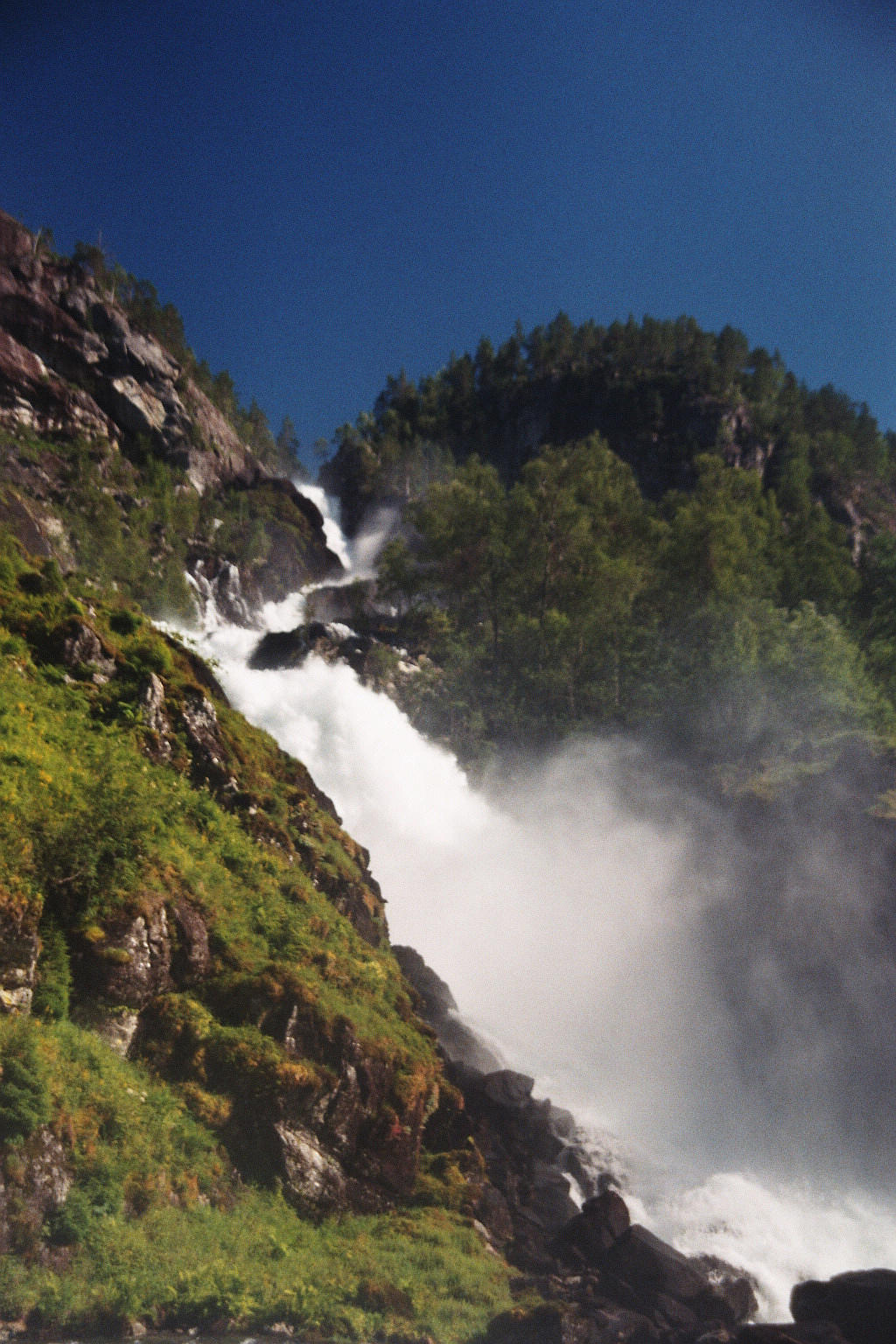